# Ratel
Der Ratel ist ein Radschützenpanzer aus südafrikanischer Produktion.

## Beschreibung
Der erste Prototyp des Ratel-20 erschien 1976. Die Entwicklung des Radpanzers war das direkte Ergebnis des zu erwartenden Embargos gegen Südafrika. Zuerst wollte man den britischen Schützenpanzer Saracen erwerben, aber wegen der UN-Sanktionen aufgrund der Apartheid in Südafrika verweigerte Großbritannien die Lieferung.
Der Ratel-20 wurde entworfen, um auf dem speziellen Schauplatz Afrika seinen Dienst zu versehen. Er ist sehr wendig, schnell, gut gepanzert, bietet eine starke Feuerkraft und hat eine große Reichweite. Diese Reichweite ist notwendig im Kampf gegen Guerilla-Truppen in den weiten Räumen Afrikas. Die Standardausführung besitzt als Waffe eine 20-mm-Maschinenkanone.
Das Fahrzeug wurde in den Kämpfen gegen die SWAPO in Namibia und im Krieg gegen Angola verwendet. Gegenwärtig werden die mehr als 1000 produzierten Fahrzeuge nach und nach durch die bei Denel in Lizenz produzierten, kampfwertgesteigerten finnischen Patria AMV ersetzt.

## Versionen
- Ratel-20: Turm mit einer 20-mm-Maschinenkanone mit 1200 Schuss und drei 7,62-mm-MGs mit 6000 Schuss. Ausgerüstet mit Nebelmittelwurfanlage sowie Platz für 7 Infanteristen.
- Ratel-60: Mit dem Turm des AML 60 mit einem 60-mm-Mörser und zwei 7,62-mm-MGs.
- Ratel-90: Mit dem Turm des AML 90 mit einer 90-mm-DEFA-D921-Niederdruck-Kanone und zwei 7,62-mm-MGs.
- Ratel-81: Einbau eines 81-mm-Mörsers im Mannschaftsraum (Turm entfällt) und einem 7,62-mm-MG.
- Ratel-120: Einbau eines 120-mm-Mörsers im Mannschaftsraum (Turm entfällt) und einem 7,62-mm-MG.
- Ratel-Command: Befehlsfahrzeug mit 12 Mann Besatzung und Turm mit 12,7-mm-MG und 7,62-mm-MG.
- Ratel-Repair: Version mit Auslegerkran vor dem Turm.
- Ratel-ZT 3: Turm mit Dreifachwerfer für Ingwe-Panzerabwehrlenkwaffen und 12 weiteren Lenkwaffen in Reserve sowie einem 7,62-mm-MG.

## Nutzerstaaten
Daten aus
- Ghana – 39
- Jordanien – 221
- Kamerun – 12
- Marokko – 70
- Ruanda – 35
- Senegal – 26
- /  Südafrika – 1500
- Sambia – 14